# イギリス国鉄485形・486形電車
イギリス国鉄485形電車(英語:British Rail Class 485)・イギリス国鉄486形電車(英語:British Rail Class 486)はイギリス国鉄ワイト島線用として使用されていた電車である。ロンドン地下電気鉄道が1923年 - 1931年に導入したロンドン地下鉄スタンダード形電車をイギリス国鉄が1967年にワイト島で使用するために購入し、約25年使用したものである。485形・486形電車の導入によりワイト島の蒸気機関車がすべて退役した。485形はサザン鉄道の形式付与規則に従った4Vec、クラス486は同様に3Tisの形式番号ももっていた。

## 歴史
1966年から1967年にかけて、4両編成と3両編成各6本のスタンダード形電車にイギリス国鉄のスチュワーツ・レーン工場でワイト島向改造工事が行われた。4両編成は当初452形、ユニット番号041 - 046、3両編成は451形、ユニット番号031 - 036と附番されたが、後に4両編成は485形、3両編成は486形に改番されている。ユニット番号に変更はなかった。4両編成は制御電動車 - 付随車 - 付随車 - 制御電動車、3両編成は制御電動車 - 付随車 -制御車の構成とされた。付随車の中にはロンドン地下鉄時代に制御車だったものが含まれるが、運転台は閉鎖されただけで撤去されずに残されている。予備の制御電動車1両も併せて導入され、3両編成の続番でユニット番号は486037とされた。
導入時、全車イギリス国鉄標準の青に塗装されていたが、1970年代に青と灰色の塗り分けとなり、退役直前に一部の車両についてはネットワーク・サウスイーストの1986年に制定された青に赤と白の帯の塗装となった。
ワイト島線の電化は1967年3月20日に完成した。4両編成は単独運転が基本だったが、3両編成と組んだ7両で運用されることもあり、この編成はサザン鉄道の形式から7 Vectisと呼ばれた。Vectisはローマ帝国時代のワイト島の名前であり、4Vec、3Tisの形式もこれにちなんでつけられたものである。
ワイト島線の路線が海に近かったことから、塩害による各部の腐食が進み、1980年代中ごろには代替車両導入の必要性が認識されるようになっていた。1989年から1992年にかけてロンドン地下鉄1938形電車が2両編成化の上483形として導入され、485形・486形は退役した
ワイト島からの退役にあたり、3両編成はすべて解体されたが、下表に示す4両編成の一部は動態保存の準備のためロンドン地下鉄に買い戻された。
| 車種       | ワイト島での番号 | ユニット番号 | ロンドン地下鉄時代の番号 |
| ---------- | ---------------- | ------------ | ------------------------ |
| 制御電動車 | 2                | 485041       | 3706                     |
| 制御電動車 | 7                | 485044       | 3209                     |
| 付随車     | 27               | 485043       | 5279                     |
| 付随車     | 44               | 485044       | 7281                     |
| 付随車     | 49               | 485044       | 7296                     |

2011年11月に制御電動車2と7がロンドン地下鉄のイーストレイ工場に復元のため入場している。付随車27と49はロンドン交通博物館アクトン分館に保存されているが、付随車44は2012年8月に解体されている。

## 詳細

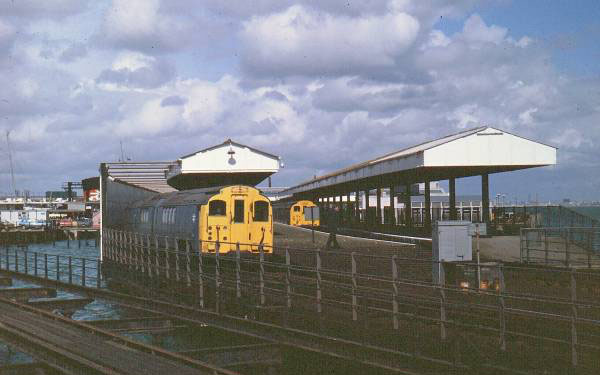
ライド・ピア・ヘッド駅に停車する486形

| 形式  | 運行者                                                           | 製造数 | 製造年                   | 編成両数 | ユニット番号  | 備考 |
| ----- | ---------------------------------------------------------------- | ------ | ------------------------ | -------- | ------------- | ---- |
| 485形 | イギリス国鉄南部管理局 (ワイト島線) ネットワーク・サウスイースト | 6      | 1923 1966 (ワイト島導入) | 4        | 485041–485046 |      |
| 486形 | イギリス国鉄南部管理局 (ワイト島線) ネットワーク・サウスイースト | 6      | 1923 1966 (ワイト島導入) | 3        | 486031-486036 |      |

1967年の導入時の編成を下表に示す。
| ユニット番号 | 車両番号   | 車両番号   | 車両番号 | 車両番号 | 車両番号 | 車両番号 | 車両番号   | 車両番号   |
| ユニット番号 | 制御電動車 | 制御電動車 | 付随車   | 付随車   | 付随車   | 付随車   | 制御電動車 | 制御電動車 |
| ------------ | ---------- | ---------- | -------- | -------- | -------- | -------- | ---------- | ---------- |
| ユニット番号 | IoW        | LU         | IoW      | LU       | IoW      | LU       | IoW        | LU         |
| 041          | 20         | 3308       | 27       | 5279     | 41       | 7286     | 13         | 3141       |
| 042          | 22         | 3010       | 29       | 5293     | 42       | 7280     | 15         | 3253       |
| 043          | 2          | 3706       | 31       | 5283     | 43       | 7275     | 19         | 3045       |
| 044          | 4          | 3702       | 33       | 5291     | 44       | 7281     | 21         | 3041       |
| 045          | 6          | 3084       | 45       | 7293     | 48       | 7298     | 23         | 3315       |
| 046          | 8          | 3074       | 49       | 7296     | 46       | 7283     | 25         | 3313       |

| ユニット番号 | 車両番号   | 車両番号   | 車両番号 | 車両番号 | 車両番号 | 車両番号 |
| ユニット番号 | 制御電動車 | 制御電動車 | 付随車   | 付随車   | 制御車   | 制御車   |
| ------------ | ---------- | ---------- | -------- | -------- | -------- | -------- |
| ユニット番号 | IoW        | LU         | IoW      | LU       | IoW      | LU       |
| 031          | 1          | 3703       | 47       | 7279     | 26       | 5294     |
| 032          | 3          | 3251       | 92       | 7285     | 28       | 5304     |
| 033          | 5          | 3185       | 93       | 7282     | 30       | 5312     |
| 034          | 7          | 3209       | 94       | 7287     | 32       | 5290     |
| 035          | 9          | 3223       | 95       | 7292     | 34       | 5302     |
| 036          | 11         | 3705       | 96       | 7290     | 36       | 5350     |
| 予備         | 10         | 3696       | –        | –        | –        | –        |

1. ↑  ワイト島の略
2. ↑  ロンドン地下鉄の略
3. 1 2 3 4  運転台を閉鎖した制御車
4. ↑  初代15号車（ロンドン地下鉄3253）は1971年に廃車され、ロンドン地下鉄3273が2代目となっている。